# Rafael Advanced Defense Systems Derby
Il Rafael Advanced Defense Systems Derby è un missile aria-aria israeliano di nuova generazione, nato per soddisfare le esigenze di combattimento aereo a medio raggio oltre il raggio visivo, simile al missile statunitense AIM-120 AMRAAM.
È stato sviluppato a partire dagli anni 1980 da Israeli Military Industries per equipaggiare gli F-16 israeliani (fino ad allora l'F-16 era pensato come caccia da combattimento ravvicinato, senza possibilità di portare missili a medio raggio come l'AIM-7 Sparrow).
Il Derby si avvale di un sistema di guida radar attivo, che consente un ingaggio autonomo del bersaglio, ovvero senza la necessità di una continua illuminazione radar da parte dell'aereo che lo ha lanciato, permettendo a quest'ultimo di compiere manovre evasive o attaccare un nuovo bersaglio.
A differenza degli altri missili aria-aria a guida radar attiva sviluppati dagli altri paesi negli anni 1990 (R-77 russo, AIM-120 AMRAAM statunitense, MICA francese, Meteor europeo), il Derby nella prima sezione di volo (prima di accendere il suo radar) non ha apparati di aggiornamento della posizione del bersaglio via data-link con l'aereo lanciatore: semplicemente si limita a raggiungere una posizione guidato da un sistema inerziale INS e quindi il radar del missile viene acceso in ricerca di un bersaglio (che può anche non esserci più o non essere quello inteso, se lo scenario fosse cambiato in modo rilevante).
Questo fatto unito alle sue dimensioni (pesa solo 118 kg contro i 150 di un AMRAAM) ne limitano il raggio, rendendolo più un missile di confine tra corto e medio raggio che un vero missile inteso per il combattimento oltre il raggio visivo.
Sicuramente è un'ottima alternativa economica per aviazioni minori che preferiscono aggiornare i propri caccia leggeri (F-5, F-16A/B, MiG-21, MiG-29, Mirage III, F-1 Mirage) piuttosto che comprare modelli più nuovi, ma molto più costosi.